# Mouila
Mouila es la capital de la provincia de Ngounié, en Gabón. Se encuentra a orillas del río Ngounié.  Tiene una población de 36.061 habitantes, según el censo de 2013.
Mouila es una ciudad muy dispersa y tiene varios mercados y centros comerciales. Un servicio de taxi funciona en Mouila. Los taxis son verdes y blancos y cuestan entre 200 y 500 francos de África Central dependiendo de la distancia recorrida.
Mouila es el hogar de una amplia gama de grupos étnicos gaboneses y es un importante centro de comercio y viajes. Es servido por el aeropuerto de Mouila. 

## Clima
| Parámetros climáticos promedio de Mouila | Parámetros climáticos promedio de Mouila | Parámetros climáticos promedio de Mouila | Parámetros climáticos promedio de Mouila | Parámetros climáticos promedio de Mouila | Parámetros climáticos promedio de Mouila | Parámetros climáticos promedio de Mouila | Parámetros climáticos promedio de Mouila | Parámetros climáticos promedio de Mouila | Parámetros climáticos promedio de Mouila | Parámetros climáticos promedio de Mouila | Parámetros climáticos promedio de Mouila | Parámetros climáticos promedio de Mouila | Parámetros climáticos promedio de Mouila |
| Mes                                      | Ene.                                     | Feb.                                     | Mar.                                     | Abr.                                     | May.                                     | Jun.                                     | Jul.                                     | Ago.                                     | Sep.                                     | Oct.                                     | Nov.                                     | Dic.                                     | Anual                                    |
| ---------------------------------------- | ---------------------------------------- | ---------------------------------------- | ---------------------------------------- | ---------------------------------------- | ---------------------------------------- | ---------------------------------------- | ---------------------------------------- | ---------------------------------------- | ---------------------------------------- | ---------------------------------------- | ---------------------------------------- | ---------------------------------------- | ---------------------------------------- |
| Temp. máx. media (°C)                    | 31.3                                     | 32.0                                     | 32.1                                     | 32.2                                     | 31.0                                     | 28.3                                     | 27.3                                     | 27.6                                     | 29.4                                     | 30.8                                     | 30.9                                     | 30.7                                     | 30.3                                     |
| Temp. media (°C)                         | 28.8                                     | 27.3                                     | 27.3                                     | 27.5                                     | 26.9                                     | 24.8                                     | 23.7                                     | 24.1                                     | 25.6                                     | 26.7                                     | 26.7                                     | 26.6                                     | 26.3                                     |
| Temp. mín. media (°C)                    | 26.2                                     | 22.5                                     | 22.5                                     | 22.7                                     | 22.8                                     | 21.3                                     | 20.0                                     | 20.6                                     | 21.8                                     | 22.5                                     | 22.4                                     | 22.5                                     | 22.3                                     |
| Precipitación total (mm)                 | 223.4                                    | 226.4                                    | 249.3                                    | 239.9                                    | 165.7                                    | 20.4                                     | 5.4                                      | 7.9                                      | 51.3                                     | 342.3                                    | 397.1                                    | 231.3                                    | 2160.4                                   |
| Días de precipitaciones (≥ 1 mm)         | 15.5                                     | 13.3                                     | 16.2                                     | 15.2                                     | 13.2                                     | 2.9                                      | 3.5                                      | 4.4                                      | 8.8                                      | 20.5                                     | 21.4                                     | 15.6                                     | 150.5                                    |
| Humedad relativa (%)                     | 82                                       | 80                                       | 80                                       | 82                                       | 82                                       | 83                                       | 82                                       | 81                                       | 79                                       | 80                                       | 81                                       | 82                                       | 81                                       |
| Fuente: NOAA                             |                                          |                                          |                                          |                                          |                                          |                                          |                                          |                                          |                                          |                                          |                                          |                                          |                                          |